# Parti communiste de l'Argentine
Le Parti communiste de l'Argentine (Partido Comunista, PCA) est un parti politique communiste argentin. Fondé le 6 janvier 1918 sous le nom de Parti socialiste internationaliste (Partido socialista internacionalista) à partir d'une scission du Parti socialiste, le parti a adhéré en mai 1919 à l'Internationale communiste puis, après acceptation des 21 conditions d'admission, a adopté en décembre 1920 le nom de Parti communiste. Une branche juvénile, la Federación Juvenil Comunista de la Argentina (es), a été créée le 12 avril 1921. Il participe au Forum de São Paulo créé par le Parti des travailleurs brésilien et à la coalition du Front pour la victoire pour soutenir le gouvernement péroniste de gauche de Cristina Fernández de Kirchner.

## Histoire

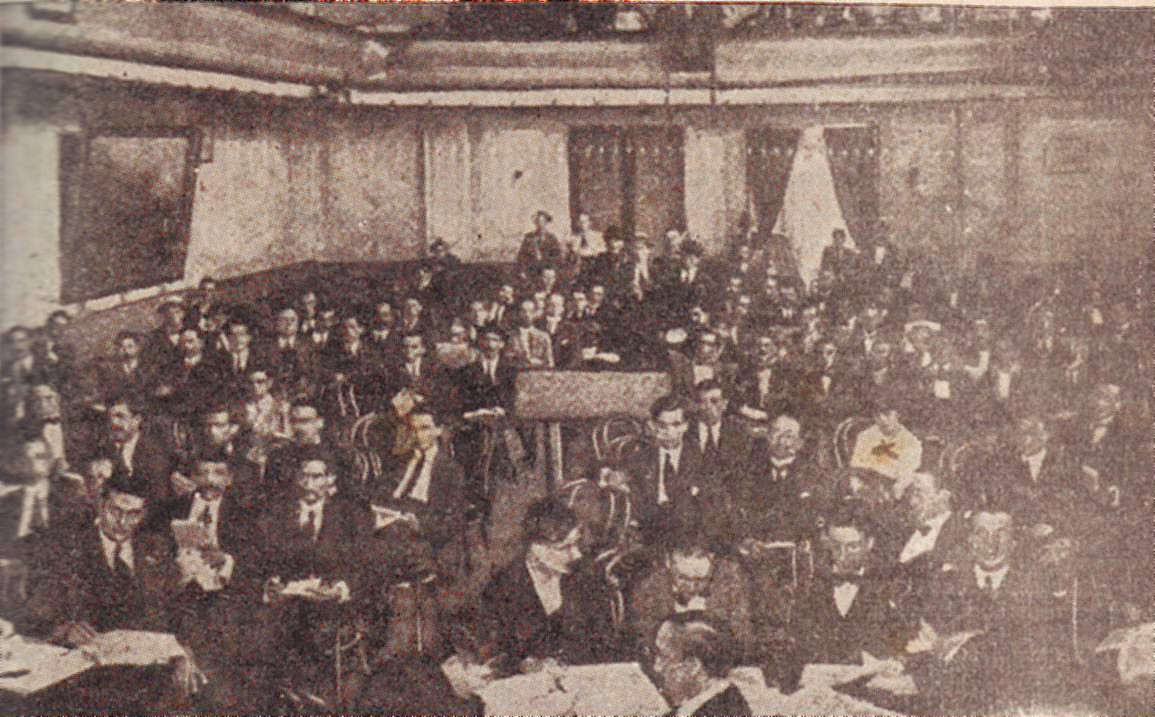
Congrès de fondation du PCA, présidé par J. F. Penelón, janvier 1918.

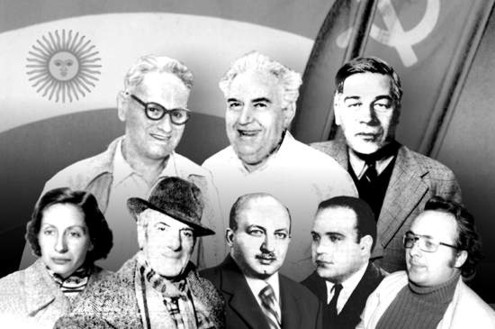
Montage photographique montrant les fondateurs et dirigeants historiques du communisme argentin. En haut, de gauche à droite : Rodolfo Ghioldi, Victorio Codovilla et Luis Emilio Recabarren. En bas : Alcira de la Peña, Benito Marianetti, Juan Ingallinella, Jorge Calvo et Alberto Cafaratti.

Créé en 1918, le Parti communiste argentin est déclaré illégal en 1930 et ses membres persécutés par le général José Félix Uriburu qui vota une loi prévoyant l'expulsion des militants d'origine étrangère, laquelle fut mise en œuvre par une « section spéciale de lutte contre le communisme ».
Le Parti envoya des volontaires aux Brigades internationales lors de la guerre d'Espagne. Son dirigeant, Victorio Codovilla, jouant un rôle important au sein du Parti communiste d'Espagne en contribuant notamment à l'organisation d'une structure locale du NKVD.
À la suite des protestations populaires du 17 octobre 1945 (Día de la Lealtad) contre l'arrestation du colonel Juan Domingo Perón, le PCA se divisa, avec notamment Rodolfo Puiggrós qui prônait l'alliance avec le péronisme lequel favorisait les avancées sociales. Malgré cela, le parti intégra toutefois l'Union démocratique aux élections de 1946, coalition anti-péroniste. Puiggrós fut expulsé l'année suivante et fonda le Mouvement ouvrier communiste avec d'autres syndicalistes communistes partisans de l'alliance avec Perón.
Opposé au coup d'État de 1955 mené par l'armée, avec l'appui de l'oligarchie et de l'Église, le PCA est frappé par la répression. Légalisé par Arturo Illia (1963-66), le parti fut dissous par la dictature de la Révolution argentine (1966-73), profondément anti-communiste. Il souffrit d'une scission importante en 1967-68, qui conduisit 4 000 militants à former le Parti communiste révolutionnaire, plus virulent contre la dictature et plus proche de la mouvance péroniste. Durant les années 1970, le PCA s'opposa à la stratégie de guérilla soutenue par divers mouvements (dont certains de la Jeunesse péroniste ainsi que par l'ERP trotskyste) à la suite de la victoire de la révolution cubaine (1959). Certains dissidents du PCA et de sa branche juvénile rejoignent les rangs des Forces armées révolutionnaires (FAR) et des Forces armées de libération (FAL).
Aux élections de 1973, le PCA, ainsi que nombre de partis socialistes et communistes argentins, appelle à voter au second tour pour les candidats péronistes du Parti justicialiste, marquant ainsi la fin de l'anti-péronisme de gauche. De nombreux militants du PCA furent aussi victimes de la répression mise en œuvre dans le cadre de la pseudo-« guerre sale » (dont Floreal Edgardo Avellaneda (es), militant de 14 ans dont l'assassinat fait aujourd'hui l'objet d'enquêtes). Le PCA a effectué une auto-critique de sa politique en 1986, puis à nouveau lors de la commémoration des 30 ans du coup d'État.

## Le PCA sous la transition démocratique
Avec le XVIe Congrès de 1986, le PCA amorça un tournant majeur, représenté non seulement par l'auto-critique de son attitude sous la dictature, mais aussi, l'année suivante, par la constitution d'une alliance, la Gauche unie, avec le Mouvement vers le socialisme (MAS). Celle-ci ne dura toutefois que jusqu'en 1991. Depuis la chute du mur de Berlin, le PCA s'est orienté vers le Parti communiste cubain (PCC), appuyant notamment, outre Fidel Castro, les gouvernements d'Hugo Chávez et d'Evo Morales (Venezuela et Bolivie). 
Une nouvelle scission affecte le PCA en 1996, menée par Jorge Pereyra qui prend la tête du nouveau Partido Comunista de la Argentina (Congreso Extraordinario) (PCA-CE), lequel obtient le droit d'utiliser l'emblème et le titre de l'organe de presse du PCA historique (Nuestra Prensa). Le PCA est alors contraint de changer d'emblème et de titre de presse, lequel devient Nuestra Propuesta.
Il relance la coalition de la Gauche unie entre 1997 et 2005, intégrée par le Mouvement socialiste des travailleurs (MST, trotskyste), et obtient deux sièges de député aux élections de 2001 et un seul aux élections de 2003. À l'élection présidentielle de 2003, il concourt au sein de l'Alliance de la gauche unie avec le MST, obtenant 1,72 % des suffrages.
Aux législatives de 2005, il se présente avec le Parti intransigeant sous le sigle ALBA. Une nouvelle scission affecte le parti en novembre 2005, avec la création du Parti socialiste des travailleurs.
Le PCA se joint au Parti humaniste pour l'élection présidentielle de 2007, formant le Frente Amplio hacia la Unidad Latinoamericana (FRAL), dont le candidat (humaniste) Luis Alberto Ammann obtient 0,41 % des voix. 
En vue des élections générales de 2009, il s'allie dans la province de Buenos Aires avec quatre autres partis dans le Nuevo Encuentro, qui réussit à faire élire l'ex-communiste Martín Sabbatella, Graciela Iturraspe et Jorge Ceballos en tant que députés (avec 5,56 % des voix dans la province).
Le PCA a appuyé plusieurs mesures du gouvernement péroniste de gauche de Cristina Fernández de Kirchner, notamment lors du conflit avec les organisations patronales agricoles en 2008 (es), ou encore la nationalisation d'Aerolíneas Argentinas et d'Aguas Argentinas (eau), la promulgation d'une nouvelle loi sur les médias (la précédente datant de Videla), l'étatisation des retraites contrôlées par le secteur privé et enfin les poursuites judiciaires contre les militaires impliqués dans la « guerre sale ».
Le PCA fait aussi partie du Réseau de solidarité qui organise tous les ans des conférences internationales des partis communistes et ouvriers.

## Source originale
- (es) Cet article est partiellement ou en totalité issu de l’article de Wikipédia en espagnol intitulé « Partido Comunista (Argentina) » (voir la liste des auteurs).